# 和泉式部

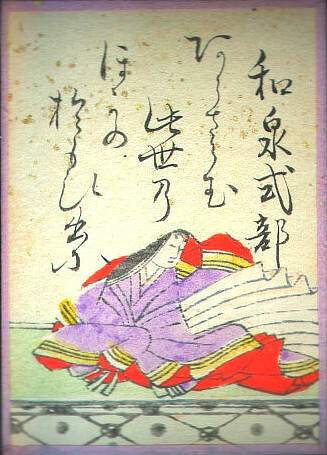
小倉百人一首56番
「あらざらむ この世のほかの 思ひ出に 今ひとたびの 逢ふこともがな」

和泉 式部（いずみ しきぶ、天元元年（978年）頃 - 没年不詳）は、平安時代中期の歌人である。越前守・大江雅致の娘。百人一首の歌人であり、中古三十六歌仙そして女房三十六歌仙の一人でもある。

## 経歴
本名そして正確な生没年ともに不明である。和泉式部の「式部」は、雅致が文章生出身の式部丞だったからであるとする説が存在する。「和泉」は夫橘道貞の任国に由来し、ほか姓氏の「大江」より「江式部」と称される場合もあった。

### 誕生
越前守・大江雅致と越中守・平保衡の娘の間に生まれる。父の大江雅致は、一説には大江匡衡の兄であるとされる。その場合、交流のあった歌人赤染衛門は義理の叔母になる。母の父・平保衡は、『尊卑分脈』によれば平元規の子とされ、子（和泉式部のおじ）に平祐挙がいる。

### 姉妹・姉弟・兄妹
和泉式部には、姉妹が何人かいたことが歌集・『和泉式部正集（正集）』などから判明している。「岩躑躅いはねばうとしかけていへばもの思ひまさる物をこそ思へ（正集・六九八）」の詞書には、人に知られず物思いをすることがあった折に「はらから」に歌を送っていることが記されており、相談内容から姉であると考えられる。姉と思しき女性は、「播磨」の女房名で斎院・選子内親王の許に出仕しており、『後拾遺和歌集』の歌人である斎院中将・斎院中務姉妹の母にあたる。
また、大江匡衡と赤染衛門の間の子・大江挙周と交際していたらしい女性が『赤染衛門集』から判明しており、挙周と女性ではなく、和泉式部と赤染衛門がもっぱら贈答を交わし、恋の主導権を握っているため、こちらは和泉式部の妹であると考えられる。
もう1人、藤原有家に嫁した女性もいたが、和泉式部と年齢の開きがあるため、異腹の妹と推測される。

### 経歴
鎌倉期に成立した『中古歌仙三十六人伝』では、和泉式部の母は介内侍と呼ばれ昌子内親王付きの女房であり、娘の式部も御許丸（おもとまる）と呼ばれ、太皇太后宮・昌子内親王付の女童だったらしいとしている。父の雅致も任官時期は不明ながら内親王の崩御まで太皇太后大進を務めており、夫になる橘道貞も太皇太后権大進を務めたため、この説は通説となってきたが、同資料以外に昌子内親王への出仕について言及した資料は存在せず確証はない。幼少期からの出仕ではなく、雅致や道貞が太皇太后職に任じられた時期に出仕した可能性も指摘されている。『和泉式部日記』の中で敦道親王からの宮仕えの要請を「慣らひなきありさま（経験のない様）」と断る箇所があるため昌子内親王への出仕を否定する論もあるが、同文は「並ひなきありさま（肩を並べるまでもない有様）」として貴賓と立ち混じることを憂慮する文としても意味が通り、また物語としての虚構の可能性もあるため、当該個所のみをもって出仕経験を否定することはできない。いずれにせよ昌子内親王へは出仕した可能性はあるが、しかし積極的に支持する資料はなく、実態は不明である。
『正集』には春夏秋冬+恋に部立された「百首歌」が見えるが、これは橘道貞との婚姻以前の正暦4年（993年）前後に詠まれたと考えられている。
長保元年（999年）頃までに和泉守・橘道貞の妻となった。この婚姻は、父・雅致が計ったものであったとされる。後の女房名「和泉式部」は夫の任国・和泉国と父の官名を合わせたものである。長徳3年（997年）〜長保元年（999年）の間には娘の小式部内侍が誕生している。『正集』によれば、この頃に「幼き稚児（小式部内侍）の病みけるを、あはれと思ふべき人」に対して歌を送っているが、この人物は橘道貞と見られ、和泉式部と小式部内侍は同居して京都におり、道貞のみが和泉国へ下向していたと考えられる。和泉国に下向した後の橘道貞と和泉式部は、歌を送り合っており、また、長保元年（999年）には、橘道貞亭で一家をあげて太皇太后・昌子内親王の看病に当たっていたため、この時点では2人の夫婦関係は良好であったと見られる。
道貞との婚姻は後に破綻した（後述するように離婚状態にはなっていなかった）が、小式部内侍は母譲りの歌才を示した。
冷泉天皇の第三皇子・為尊親王との熱愛が世に喧伝されるが、身分違いの恋であるとして親から勘当を受けた。
為尊親王の死後、今度はその同母弟・敦道親王（帥宮）の求愛を受けた。親王は和泉式部を邸に迎えようとし、正妃（藤原済時の娘）が家出する原因を作った。また、源雅通との交流も『正集』に見え、歌の内容からして、一時恋愛関係にあったと見られ、加えて、『和泉式部日記』では「治部卿（源俊賢か）」の存在も噂されている。為尊親王が和泉式部を伴い、藤原公任の白川にあった別業を訪ねているが、『公任集』には和泉式部を「道貞妻」と記されており、正式には未だ橘道貞と和泉式部が結婚状態にあると認識されていたことがわかる。同じく『公任集』によれば、和泉式部は、寛弘元年（1004年）に道貞が陸奥守となり陸奥国に下向する際に歌を贈ったと記されている。和泉式部は敦道親王の召人として一子・石蔵宮永覚を儲けるが、敦道親王は寛弘4年（1007年）に早世した。寛弘年間の末（1008年 - 1011年頃）、一条天皇の中宮・藤原彰子に女房として出仕。長和2年（1013年）頃、主人・彰子の父・藤原道長の家司で武勇をもって知られた藤原保昌と再婚し夫の任国・丹後に下った。保昌は左馬頭でもあったため、上京している際は1人で丹後に滞在していた。

### 晩年
詳しい晩年の動静は不明である。万寿2年（1025年）に小式部内侍が病死した折には多くの哀傷歌を残している。また栄花物語「玉のかざり」巻の記述に従えば、万寿4年（1027年）に崩御した皇太后藤原妍子の法要に保昌が奉った玉に和泉が和歌を添え、和泉式部集に収録されているものが年代の判明している中では最後の詠歌である。
貴船神社にて詠まれた歌「物思へば沢の蛍を（も）わが身よりあくがれにける（出づる）魂かとぞ見る」の詠歌背景を『沙石集』などでは保昌に捨てられてのこととし保昌との結婚生活も破綻したとすることもあるが、『後拾遺和歌集』での初出時の詞書は単に「男に忘られて侍りけるころ」とあり、これが誰を指すのかは不明である。
『古本説話集』には小式部内侍を喪ったのち、性空上人に「暗きより暗き道にぞ入りぬべき 遙かに照らせ山の端の月」の和歌を送り、返しに袈裟を賜り亡くなる際にそれを着て往生したという説話が掲載されている。ただし性空は万寿以前の寛弘4年(1007年)に遷化しており、「暗きより」の歌も性空への結縁歌ではあるが、実際には娘時代に読まれた歌で寛弘年間に成立した拾遺和歌集を初出とし、あくまで伝承である点に留意は必要である。
同様の伝承は『誓願寺縁起』にもあり、性空上人の教えをもとに誓願寺に入ると、本尊の阿弥陀如来に帰依して出家し、専意法尼という戒名を授かったという。
誠心院（せいしんいん）の寺伝によると、万寿4年（1027年）に専意法尼（和泉式部）が長年仕えてきた上東門院（藤原彰子）が、父の藤原道長に専意法尼のために一宇を建立するように勧めると、道長は法成寺の塔頭・東北院の一角（現・京都御所の東、荒神口辺り）にお堂・小御堂を建立して「東北院誠心院（じょうしんいん）」と名付け、専意法尼を初代住職とさせた。これが誠心院の起こりであるという。ただし実際には東北院創建以前に道長はすでに死去している。

## 3人目の子供について
『正集』に集首されている、「この世には　いかがさだめん　おのづから　昔をとはん　人にとへかし（正七九七）」の歌は、とある人物に「どの男の子供であったと決めましたか」と尋ねられた際の返事であるが、小式部内侍が生まれた時のものとする説が存在する。しかし、和泉式部の子として確認できるのは小式部内侍と石蔵宮の2人であるが、2人とも父親がわからないような状況で生まれた子ではないため、2人以外にも子供を産んだ機会があったと推察できる。時期は、道貞と別れ帥宮と付き合う前か、帥宮の死後、保昌との関係が安定する前であると考えられる。

## 和泉式部の和歌

### 特徴
『古今和歌集』では、「恋し」「恋す」などの恋の感情・行為の主体は男性であると決まっており、『後撰和歌集』や『拾遺和歌集』でもそれは変わらなかった。
しかし、以上のような平安和歌世界において、突出していたのが和泉式部であった。題詠においても、贈答歌においても、「恋し」「恋す」などの恋愛における主体的な言葉を多く用いており、男性中心の言葉を自在に詠みこなす点が、突出した女流歌人であったと言える理由の一つであった。

### 源流
和泉式部は、後に紫式部（『紫式部日記』）に「口に任せたることどもに、必ずをかしき一節の、目にとまる詠み添へ侍り」と言われているため、「天才肌の歌人」というイメージが定着している。しかし、一方で、彼女は先行詩歌から表現や歌材、詠出手法を学んでいた痕跡も窺える。
『正集』の冒頭には春夏秋冬+恋という部立が設けられた「百首歌」が見られるように、和泉式部は「曽禰好忠や源重之、源重之女の「百首歌（いわゆる「初期百首」）」を学んでおり、彼らの歌に類似しながらも、詠まれた世界は異なるという彼女の力量を著した歌を『正集』に残している。和泉式部は「百首歌」によって、百首歌人の「先行歌に対し、ある時は歌材やその境地を共有し、ある時は新たな要素を付加して展開させ、ある時は反発してみせる」という作歌手法や、『万葉集」以降の先行歌を徹底的に学ぶ姿勢の影響を受けている。
和泉式部は『後撰和歌集』も学んでおり、天智天皇の「秋の田のかりほのいほの苫をあらみ我が衣手は露にぬれつつ」の歌を基にした「秋の田の庵にふける苫をあらみもりくる露のいやは寝らるる」を詠んでいる。
和泉式部の歌学びは詩歌の世界にも及んでおり、『紫式部日記』に「その方の才ある人、はかない言葉の匂ひも見え侍るめり」とあるように、和泉式部は漢詩文の教養もあり、詩的な世界を下敷きにして作歌してもいる。例えば、「岩躑躅折りもてぞ見る背子が着し紅ぞめの衣に似たれば（正集・十九）」という歌があるが、躑躅は『白氏文集』や『千載佳句』、『和漢朗詠集』などで取り上げられており、漢詩の世界ではポピュラーな景物であった。
この他にも和泉式部は、『万葉集』や『伊勢物語』も学んでいた。『和泉式部続集（続集）』には、ある人から「万葉集しばし（『万葉集』を少しの間お借りしたい）」と申し出があったことが記されている。この時、和泉式部は『万葉集』を所有していなかったが、返答として「かきのもととめず（書き留めていません）」と述べており、「『万葉集』を一旦は手元に置き勉強したこと」、「柿本人麻呂を連想させる返答をしていること」がわかる。『袋草子』には、『伊勢物語』の伝本の中に「泉式部本」があったことが記されている。

## 交流のあった歌人
和泉式部には、若い頃から歌人達との交流が見られる。例えば大江嘉言である。嘉言の歌集である『嘉言集』の中に、「花心静かならず（嘉言集・一一四）」、「春の小松、緑をます（嘉言集・一一五）」という題を持つ歌があるが、『正集』にも「春の時静かならず、雨の中に松緑をます（正集・四五〇）」のように、同題と思しき詠歌が見える。これらがいつの時点の詠歌なのか、同席していたのかいないのかは明らかではないが、嘉言と和泉式部との交流を想定するには十分である。
また、嘉言や和泉式部の歌と同題と思しき和歌は、嘉言と交流のあった源兼澄の『兼澄集』にも見られ、3人が同時に同題を詠みあうこともあったと考えられる。
他にも、藤原長能や源道済との交流も『長能集』や『道済集』、『正集』に見られる。女性歌人では同じく中宮彰子に仕えた赤染衛門、伊勢大輔などとの交流が知られ、また出仕先は違ったが相模、清少納言との贈答も複数『正集』に収録されている。

## 人物

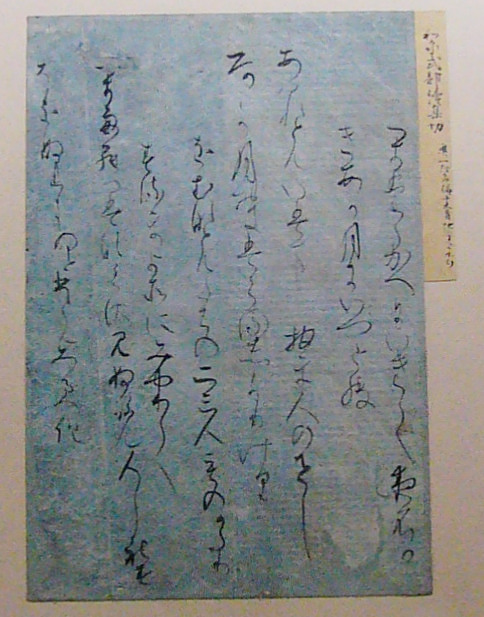
和泉式部続集切

- 恋愛遍歴が多く、道長から「浮かれ女」と評された。また同僚女房であった紫式部には「恋文や和歌は素晴らしいが、素行には感心できない」と批評された（『紫式部日記』）。真情に溢れる作風は恋歌・哀傷歌・釈教歌にもっともよく表され、殊に恋歌に情熱的な秀歌が多い。才能は同時代の大歌人・藤原公任にも賞賛され、赤染衛門と並び称されている。
- 敦道親王との恋の顛末を記した物語風の日記『和泉式部日記』があるが、これは彼女本人の作であるかどうかは疑わしい。ほかに家集『和泉式部正集』『和泉式部続集』や、秀歌を選りすぐった『宸翰本和泉式部集』が伝存する。『拾遺和歌集』以下、勅撰和歌集に246首の和歌を採られ、死後初の勅撰集である『後拾遺和歌集』では最多入集歌人の名誉を得た。
- 夫から注意されても（腐りやすいので分別ある貴族には避けられていた）イワシを食べるのが好きだったという説話があるが、その根拠とされる『猿源氏草紙』は室町時代後期の作品であり、すなわち後世の作話と思われる。

## 受容史

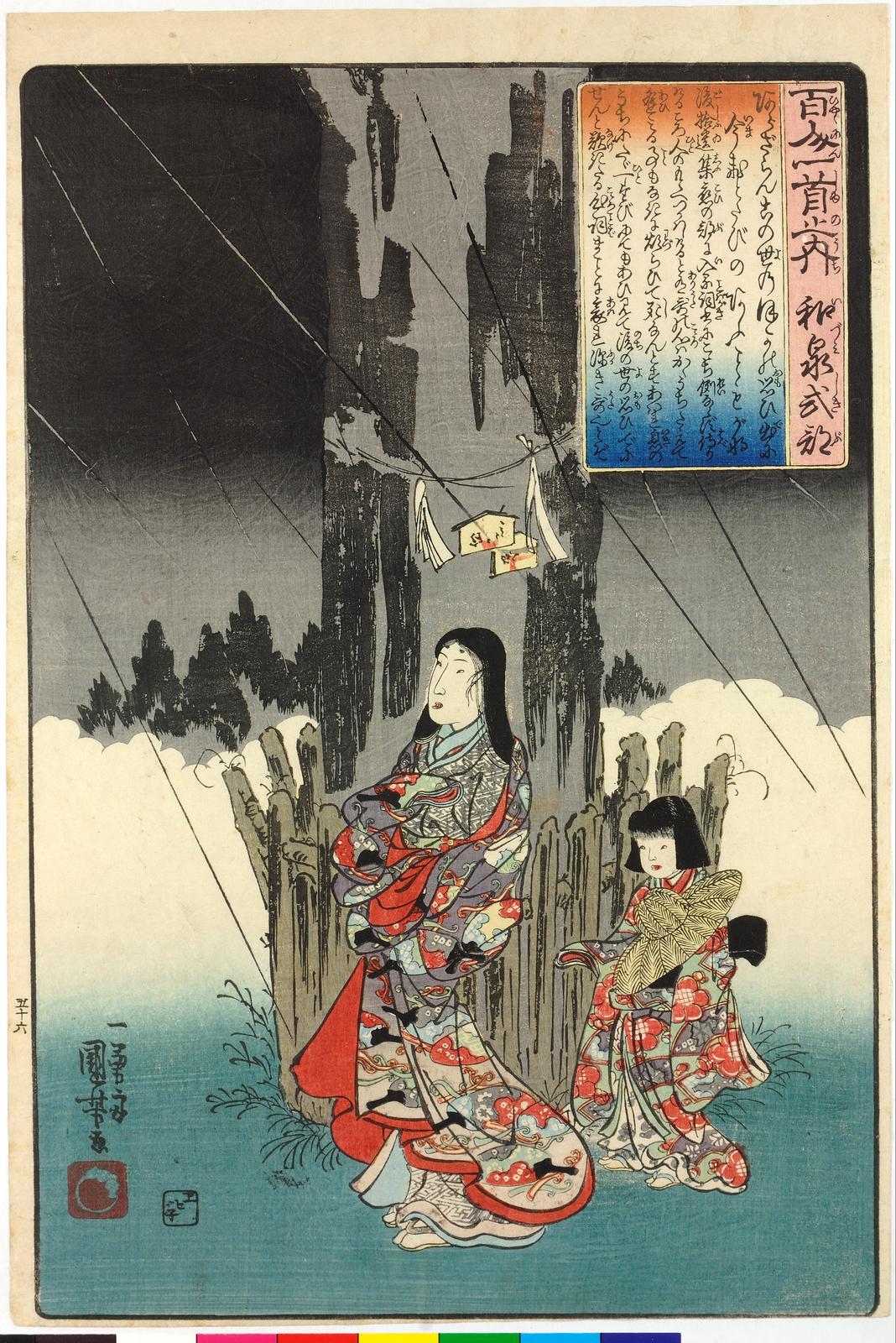
「百人一首之内 和泉式部」　歌川国芳筆　1842年頃　大英博物館蔵

和泉式部は、あらかじめ決められた歌題について和歌を詠む、12世紀初頭の題詠成立以前の歌人であった。和泉式部が活躍した10世紀後半から11世紀前半は、源融の旧宅であった河原院という場に、和泉式部の実家である大江氏を始めとして、清原氏、平氏などという中下級貴族が集う和歌のサロンが形成されていた。このような和歌サロンの中で、後の題詠へと繋がっていく文芸性を重んじる和歌が形作られていく。曽根好忠は河原院の和歌サロンの代表的な歌人であるが、身分が低い曽根は上級貴族の歌会に参加することが難しく、勅撰和歌集の撰者となることもなかった。その一方でそのような公共性が強く、制約の多い立場から自由に歌を詠むことに繋がった。和泉式部はこのような和歌サロンの流れを受けて和歌を詠むようになっていった。
和泉式部は同時代の紫式部から、優れた歌人として評価を受けつつも、多くの男性と浮名を流した好色な女性という風評を踏まえ、人の道を外しているところがあると批判されている。高名な紫式部による和泉式部評は、後世に和泉式部の好色な女性像を広めることに繋がった。この好色なイメージは平安時代の後期になるとより強化された。
中世前期から室町時代にかけて、仏教的な説話が和泉式部像に強く反映されるようになる。中世の説話では和泉式部が遊女であると捉えられているものがあり、そのような中で、法華経の教えを踏まえながら、仏教的な救済を求める女性として和泉式部が描かれるようになる。
近代に入ると、与謝野晶子が「情熱的な」歌人として和泉式部を高く評価し、その評価が定着していったとの説がある。しかし実際には、藤岡作太郎が、与謝野晶子が和泉式部に関する著作を発表する以前に情熱的な歌人として評価しており、また、与謝野晶子による評価も情熱を全面に押し立てるようなものではなく、和泉式部の作品には、多情であるばかりではなく純情、愛欲とともに哀愁、そして奔放でありながら寂寥という相反した感情が詠み込まれていることを指摘したものであった。
しかしながら、与謝野晶子自身が「情熱的歌人」として捉えられるのと期を同じくするように、和泉式部も情熱に結び付けられていく。そして情熱は「愛欲」、「爛熟した性」、「刹那的な詩人」などといった和泉式部像の形成に繋がってしまった。この和泉式部、そして与謝野晶子と「情熱」との結び付きは、両者の人物像把握に大きな影響を与え続けている。
もちろんそのような和泉式部、そして与謝野晶子と「情熱」や「愛欲」、そして「性」との安易な結びつけには批判があり、求道者として、そして近代的な自我的なものに依る解釈も見られる。しかしそのような和泉式部の受容もまた、近現代からの眼を安易に古典に敷衍するものであるとの批判がある。

## 遺跡・逸話
- 岩手県北上市 - 和賀町竪川目に墓所がある。付近が出生地あるいは没地と伝えられ、ここが和泉式部伝説の北限とされる。早世した小式部を哀れんだ隣人が五輪塔を建てたという伝説に準えて明治2年に奉建された五輪塔などがある。
- 福島県石川郡石川町 - この地方を治めた豪族、安田兵衛国康の一子「玉世姫」（たまよひめ）が和泉式部であると言い伝えが残る。式部が産湯を浴びた湧水を小和清水（こわしみず）、13でこの地を離れた式部との別れを悲しんだ飼猫「そめ」が啼きながら浸かり病を治したといわれる霊泉が猫啼温泉として現存する。
- 千葉県館山市 - 那古寺のある那古山の中腹に和泉式部遺言供養塚なる場所が存在する[19]。
- 長野県諏訪市 - 温泉寺に和泉式部の墓所がある。 下諏訪宿が、和泉式部の出身地という説がある。
- 岐阜県可児郡御嵩町 - 旧中山道の途中に和泉式部の廟所と言われる石碑が存在する。同地に伝わる伝承によると晩年は東山道を下る旅に出て、寛仁3年（1019年）にここで病を得て歿したとされている。碑には「一人さへ 渡れば沈む 浮橋に あとなる人は しばしとどまれ」という一首が刻まれている。
- 愛知県豊川市小坂井町平口 - 報恩寺境内に和泉式部の墓との伝承がある和泉式部供養塔がある。
- 三重県四日市市曽井町 - 「和泉式部化粧の水」があり、和泉式部がここで顔を洗ったら顔のあざが消えたと言われている。
- 京都府京都市右京区太秦に「太秦和泉式部町」という町名がある。昭和6年に現町名となり、それ以前は「字和泉式部」であった。この字名がついた所以は当地に和泉式部塚があったためとされる。この塚については江戸時代の諸史料・調査記録から、双ヶ丘の南一町ほどのところにあった法妙寺（融通念仏宗、開祖円覚上人）の跡地に残されていたとみえる。塚の傍らにはかつて瓦葺きの小祠があり、側の山茶花の木に絵馬が掛けられて、病気平癒の信仰があったことが確認されている。史家の考察によれば、この法妙寺に定住していたと思われる比丘尼が「式部」を名乗って庶民らの病気の治療をおこない、比丘尼の没後もその霊験を祈願する人々によって塚への参詣が続けられてきたものと考えられている。現在は法妙寺も式部塚も失われ町名だけが残った形だが、塚のあった場所については太秦和泉式部町がある南側と丸太町通を挟んだ北側の二説があり、定まっていないという[20]。
- 京都府亀岡市 - 称名寺に和泉式部の墓所があると伝えられる。
- 大阪府堺市西区平岡町 - 居宅跡である「和泉式部宮」がある[21]。
- 大阪府岸和田市 - 阪和線下松駅周辺の大阪府道30号大阪和泉泉南線沿いには和泉式部にまつわる池、塚などが存在する[22]。
- 兵庫県伊丹市 - 和泉式部の墓所がある[23]。
- 広島県尾道市向東町 ‐ 歌島山西金寺に「和泉式部の墓」とも、「和泉式部供養塔」とも呼ばれる五輪塔がある。また近くの海岸沿いの神社には「和泉式部手植え下り松」の碑がある。
- 島根県仁多郡奥出雲町郡 - 亀嵩駅の近くに和泉式部の墓所がある。
- 山口県山陽小野田市 - 和泉式部の墓所がある。
- 佐賀県白石町／嬉野市（旧五町田村）- 白石町の福泉禅寺で生誕し、嬉野市の大黒丸夫婦に育てられたとされる言い伝えがある[24]。寺には故郷を偲んで詠んだとされる和歌の掛け軸が伝わっており、境内には歌碑と供養塔が建立されている。この言い伝えにちなみ、嬉野市塩田町には和泉式部公園が整備され、和泉式部の銅像も建立されている[25]。
- 宮崎県西都市 - 和泉式部の墓がある。

しかしこれらの逸話や墓所と伝わるものは全国各地に存在するが、いずれも伝承の域を出ないものも多い。柳田國男は、このような伝承が各地に存在する理由を「これは式部の伝説を語り物にして歩く京都誓願寺に所属する女性たちが、中世に諸国をくまなくめぐったからである」と述べている。

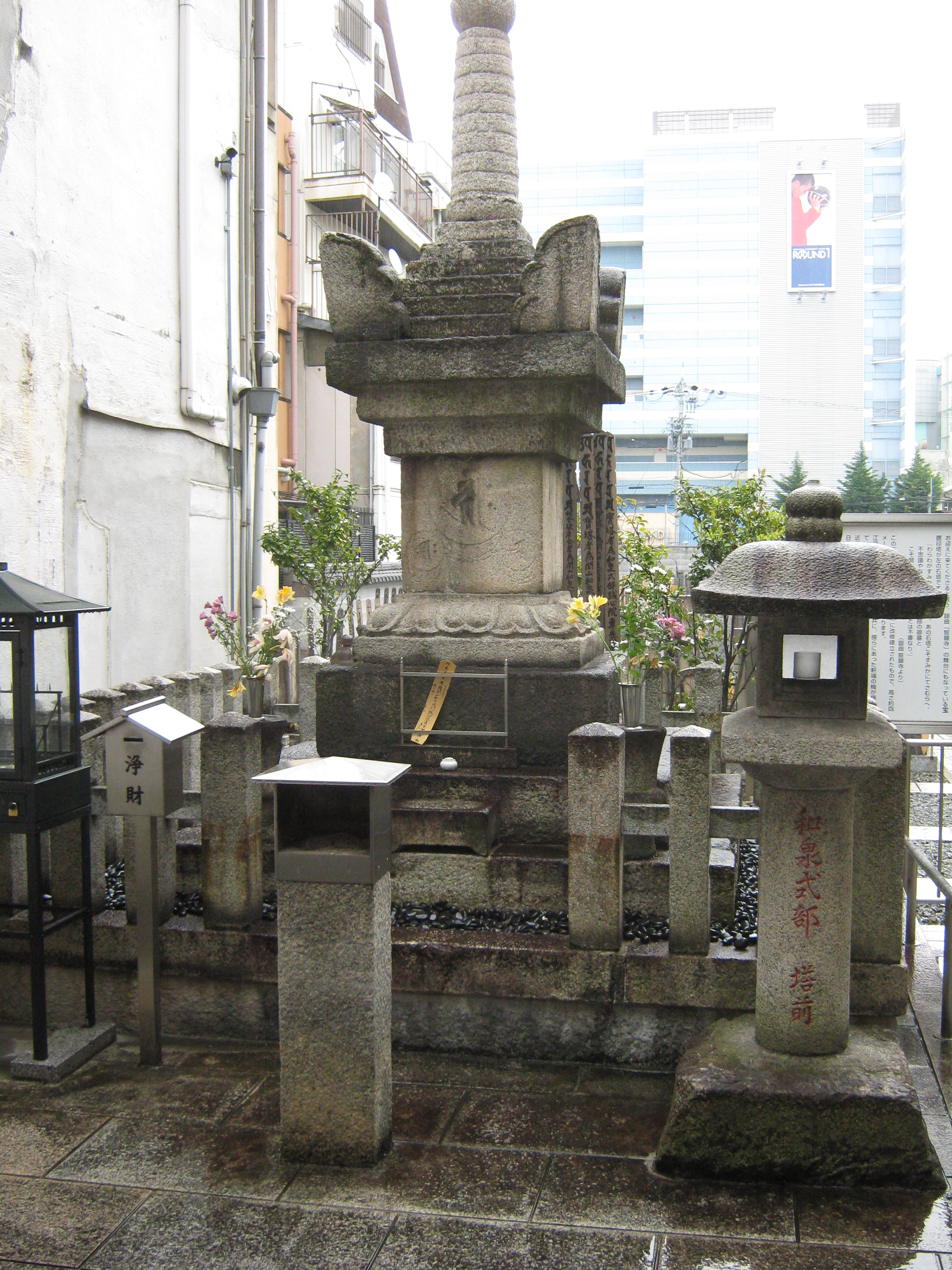
和泉式部の墓、京都誠心院
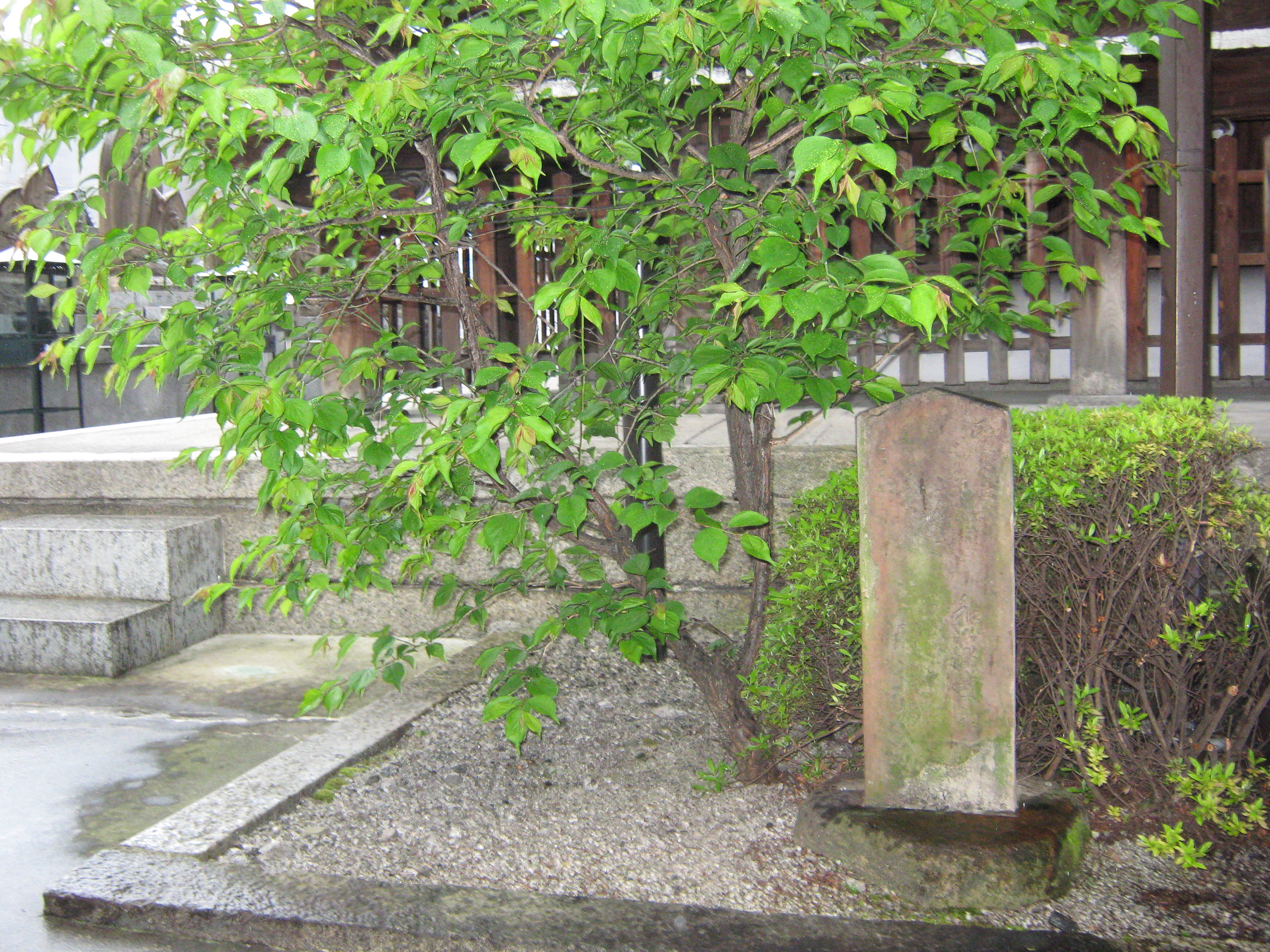
和泉式部歌碑、京都誠心院
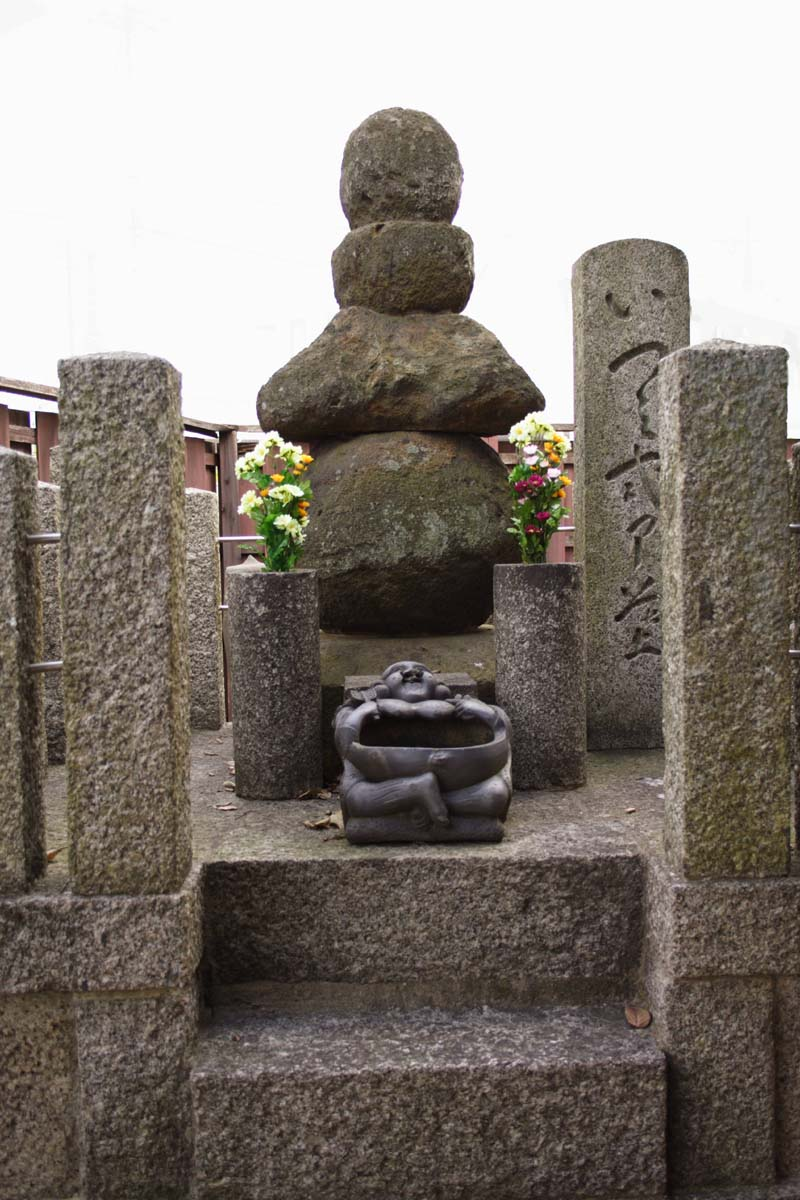
京都府木津川市にも和泉式部のものと伝えられる墓がある

## 関連作品
映画
- 『紫式部』（1939年、演：鈴木澄子）

テレビドラマ
- 『光る君へ』（2024年、NHK大河ドラマ、演：泉里香） ※役名はあかね

戯曲・演劇
- 『浮かれ式部』（1972年帝国劇場、榎本滋民作・演出。演：山田五十鈴）
- 『花炎 和泉式部情史』（1967年大阪梅田コマ・スタジアム、北條秀司作・演出。演：藤間紫）

小説
- 森三千代『小説和泉式部』（協力出版社 1943年）
- 諸田玲子『今ひとたびの、和泉式部』（集英社、2017年）親鸞賞受賞

漫画
- 江平洋巳『恋ひうた　和泉式部異聞』（小学館、2008年）

## テレビ番組
- 歴史秘話ヒストリア 「和泉式部の恋多き生涯～平安王朝・女の生き方～」（2014年2月26日、NHK）[26]